# Игнатова, Лилия
Лилия Павлова Игнатова (17 мая 1965, София, Болгария)— болгарская спортсменка, представляла художественную гимнастику. Дочь Павла Игнатова, бортового инженера в первом заокеанском полёте болгарской гражданской авиации. Чемпионка мира и Европы. Одна из Златните момичета. Тренировалась в спортивном клубе «Левски» в Софии. Её тренерами были Златка Бонева и Нешка Робева. Закончила Национальную спортивную академию.

## Спортивные результаты
- 1980 Чемпионат Европы, Амстердам, Нидерланды — 1-е место — булавы, лента; 2-е место — многоборье.
- 1981 Чемпионат мира, Мюнхен, ФРГ — 1-е место скакалка, обруч; 2-е место — многоборье, булавы.
- 1982 Чемпионат Европы, Ставангер, Норвегия — 1-е место — лента; 5-е место — многоборье.
- 1983 Чемпионат мира, Страсбург, Франция — 1-е место — мяч, булавы; 2-е место — многоборье; 3-е место — обруч.
- 1984 Чемпионат Европы, Вена, Австрия — 1-е место — обруч; 2-е место — мяч; 4-е место — многоборье.
- 1985 Чемпионат мира, Вальядолид, Испания — 1-е место — мяч, булавы; 2-е место — многоборье; 3-е место — скакалка.
- 1986 Чемпионат Европы, Флоренция, Италия — 1-е место — многоборье, булавы, скакалка; 2-е место — лента.
- 1983 Финал Кубка мира по художественной гимнастике, Белград — 1-е место — многоборье, 1-е место — обруч; 2-е место — мяч, булавы, лента[1]
- 1986 Финал Кубка мира по художественной гимнастике, Токио — 1-е место — многоборье, скакалка, мяч, булавы, 2-е место — лента[2]

## Работа после завершения спортивной карьеры
В 1988 году приняла участие в съёмках болгарского художественного фильма режиссёра Георги Дюлгерова «АкаТаМус», сыграв роль Агнесы.
В 1999 году Лилия Игнатова избрана членом правления болгарской федерации художественной гимнастики. В 2000 году создала свой собственный спортивный клуб — LILI SPORT. Лилия Игнатова также занимается хореографией.
При её участии созданы спектакли: «Орфей и Эвридика» — по сценарию Георгия Петрова и с хореографией Лилии Игнатовой и Асена Павлова и «Легендата» — музыка — Георгия Андреева, хореография — Лилия Игнатова и Иво Иванов.
У Игнатовой двое детей — дочь Йоана и сын Павел.